# WFOR-TV
A WFOR-TV é um emissora de televisão pertencente à Columbia Broadcasting System na cidade de Miami, Flórida. Opera no canal 4 VHF e no canal 22 UHF digital.

## História
Foi criada em 1967 com o nome de WCIX no canal 6. Em 1995 adotou seu nome atual WFOR-TV e tranferindo para seu canal atual, 4 VHF. Foi afiliada à Fox e também foi uma estação independente.